# Лиминский
Лиминский — посёлок в Вологодском районе Вологодской области на берегу Вологды.
Входит в состав Подлесного сельского поселения, с точки зрения административно-территориального деления — в Подлесный сельсовет.
Расстояние по автодороге до районного центра Вологды — 37 км, до центра муниципального образования Огарково — 24 км. Ближайший населённый пункт — Вологда.

## История
В 1966 г. указом президиума ВС РСФСР поселок кирпичного завода переименован в Лиминский.

## Население
| 2010 |
| ---- |
| 34   |